# Liste der Baudenkmäler in Brühl (Rheinland)
Die Liste der Baudenkmäler in Brühl (Rheinland) enthält die denkmalgeschützten Bauwerke auf dem Gebiet der Stadt Brühl im Rhein-Erft-Kreis in Nordrhein-Westfalen (Stand: Juli 2018). Diese Baudenkmäler sind in der Denkmalliste der Stadt Brühl eingetragen; Grundlage für die Aufnahme ist das Denkmalschutzgesetz Nordrhein-Westfalen (DSchG NRW).

| Bild                                                            | Bezeichnung                                                     | Lage                                                                                       | Beschreibung | Bauzeit                                                            | Eingetragen seit                   | Denkmal- nummer |
| --------------------------------------------------------------- | --------------------------------------------------------------- | ------------------------------------------------------------------------------------------ | --- | ------------------------------------------------------------------ | ---------------------------------- | --------------- |
| Gut Birkhof                                                     | Gut Birkhof                                                     | Badorf Am Birkhof 1 Karte                                                                  | Mitte des 19. Jahrhunderts wurde der Birkhof als Gutshof am Schnorrenberg errichtet. Das zweigeschossige fünfachsige Herrenhaus mit Drempel und Walmdach weist eine klare klassizistische Gliederung auf. An der Nordwestseite schließt ein schlanker Turm auf quadratischen Grundriss an das Gebäude an. Die heute erhaltenen Stallanlagen sind jüngeren Ursprungs. Der Birkhof wurde 1969 durch das Kölner Staatshochbauamt instand gesetzt. Der Hof befindet sich heute im Besitz des Reit- und Fahrvereins Birkhof-Ville e. V., der dort Stallungen und zwei Reithallen unterhält. | Mitte des 19. Jahrhunderts                                         |                                    | 72              |
| Wohnhaus                                                        | Wohnhaus                                                        | Badorf Am Kuttenbusch 50 Karte                                                             | |                                                                    |                                    | 224             |
| weitere Bilder                                                  | Badorfer Kapelle                                                | Badorf An der Kapelle Karte                                                                | Um 1725 wurde die heute bestehende Kapelle durch Abt Reinhold Bahnen, auf Kosten des Kölner Klosters St. Pantaleon (welches dort Besitzungen hatte), zu Ehren der hl. Maria, der hl. Anna und des hl. Benedikt, am Abtshof errichtet. Die Kapelle ist ein schmuckloser einschiffiger Backsteinbau mit drei Fensterachsen und Mansarddach. Am Westgiebel wird das Dach von einer barocken Laterne bekrönt. Der Innenraum weist eine profilierte Flachdecke sowie eine Westempore auf. Der erhaltenen Kapelle gingen zwei Vorgängerbauten voran: Der erste Bau aus der Mitte des 15. Jahrhunderts, ebenfalls auf Bestreben des Klosters errichtet, wurde 1614 durch einen Neubau aus Fachwerk ersetzt, welcher 1633 bei einem Brand auf dem Abtshof zerstört wurde. | um 1725                                                            |                                    | 17              |
| ehemaliger Abtshof                                              | ehemaliger Abtshof                                              | Badorf An der Kapelle 2 Karte                                                              | Erhalten sind heute das zweigeschossige Hauptgebäude aus verputztem Fachwerk, vorkragendem Obergeschoss und Krüppelwalmdach aus dem 17. Jahrhundert sowie die den rechteckigen Hof umschließenden Wirtschaftsgebäude aus dem 19. Jahrhundert. |                                                                    |                                    | 114             |
| BW                                                              | ehemaliger Pfarrhof + Remise                                    | Badorf An der Kapelle 6 = Am Pastorsgarten 24 Karte                                        | |                                                                    |                                    | 87              |
| Wegekreuz an St. Pantaleon                                      | Wegekreuz an St. Pantaleon                                      | Badorf Badorfer Str.                                                                       | |                                                                    |                                    | 214             |
| Außemskrüz zu Geildorf                                          | Außemskrüz zu Geildorf                                          | Badorf Eckdorfer Mühlenweg/Alte Bonnstraße Karte                                           | |                                                                    |                                    | 217             |
| sogenanntes Pestkreuz                                           | sogenanntes Pestkreuz                                           | Badorf Grüner Weg 58 Karte                                                                 | |                                                                    |                                    | 226             |
|                                                                 |                                                                 | Badorf Pützgasse 11 Karte                                                                  | |                                                                    |                                    | 206             |
|                                                                 |                                                                 | Badorf Pützgasse 15 Karte                                                                  | |                                                                    |                                    | 126             |
| weitere Bilder                                                  | St. Pantaleon, Badorf                                           | Badorf Karte                                                                               | Architekt: Heinrich Krings | 1895–1897                                                          |                                    | 75              |
| Grenzkreuz                                                      | Grenzkreuz                                                      | Badorf/Schwadorf Alte Bonnstraße/Geildorfer Straße Karte                                   | Der Grenzstein wurde nach Angabe eines im Jahr 1651 vorgenommenen Bannbeganges im Brühler Schweid von Jorgen Wolf und Gaudentz Flörkin errichtet. Zu sehen ist auf dem Kreuz eine Tartsche mit dem Kurkölnischen Kreuz und den Buchstaben B und S darunter. | 1651                                                               |                                    | 213             |
| weitere Bilder                                                  |                                                                 | Brühl-Mitte Bahnhofstraße 17–19 Karte                                                      | von der Stadt Brühl errichtet | 1928                                                               |                                    | 104             |
| weitere Bilder                                                  |                                                                 | Brühl-Mitte Böningergasse 6 Karte                                                          | |                                                                    |                                    | 125             |
|                                                                 |                                                                 | Brühl-Mitte Hospitalstraße 19 Karte                                                        | |                                                                    |                                    | 238             |
|                                                                 |                                                                 | Brühl-Mitte Kaiserstraße 28 Karte                                                          | | 1900                                                               |                                    | 132             |
|                                                                 |                                                                 | Brühl-Mitte Kaiserstraße 4 Karte                                                           | Architekt: Josef Blied | 1911                                                               |                                    | 24              |
|                                                                 |                                                                 | Brühl-Mitte Kentenichstraße 5 Karte                                                        | |                                                                    |                                    | 253             |
|                                                                 |                                                                 | Brühl-Mitte Kölnstraße 3 Karte                                                             | |                                                                    |                                    | 236             |
|                                                                 |                                                                 | Brühl-Mitte Kölnstraße 53 Karte                                                            | |                                                                    |                                    | 128             |
| Haus „Zum schwarzen Rösschen“                                   | Haus „Zum schwarzen Rösschen“                                   | Brühl-Mitte Markt 17 Karte                                                                 | erbaut für den kurfürstlichen Hofbäcker Johann Kleinholtz | 1. Hälfte des 18. Jahrhunderts                                     |                                    | 7               |
| Marienkapelle des Marienhospitals                               | Marienkapelle des Marienhospitals                               | Brühl-Mitte Mühlenstraße 21                                                                | |                                                                    |                                    | 119             |
|                                                                 |                                                                 | Brühl-Mitte Schloßstraße 13 Karte                                                          | | um 1900                                                            |                                    | 122             |
| Max-Ernst-Brunnen                                               | Max-Ernst-Brunnen                                               | Brühl-Mitte Uhlstraße, vor dem Rathaus                                                     | |                                                                    |                                    | 221             |
|                                                                 |                                                                 | Brühl-Mitte An der Bleiche 4 Karte                                                         | |                                                                    |                                    | 113 B           |
| weitere Bilder                                                  |                                                                 | Brühl-Mitte An der Synagoge 1 / Schützenstraße Karte                                       | Franziskusschule |                                                                    |                                    | 102             |
|                                                                 |                                                                 | Brühl-Mitte An der Synagoge 1 / Kentenichstraße Karte                                      | Turnhalle der Franziskusschule |                                                                    |                                    | 103             |
|                                                                 |                                                                 | Brühl-Mitte An der Synagoge 2/Schützenstraße 38 Karte                                      | Das Gebäude diente ursprünglich als Taubstummenschule, nach dem letzten Weltkrieg wurde es als Volkshochschule genutzt. | 1874                                                               |                                    | 161             |
|                                                                 |                                                                 | Brühl-Mitte Bahnhofstraße 9 Karte                                                          | |                                                                    |                                    | 153             |
|                                                                 |                                                                 | Brühl-Mitte Bahnhofstraße 11–13 Karte                                                      | |                                                                    |                                    | 116             |
|                                                                 |                                                                 | Brühl-Mitte Bahnhofstraße 18 Karte                                                         | |                                                                    |                                    | 237             |
| Em Höttche                                                      | Em Höttche                                                      | Brühl-Mitte Bahnhofstraße 8 Karte                                                          | |                                                                    |                                    | 69              |
|                                                                 |                                                                 | Brühl-Mitte Burgstraße 18 Karte                                                            | |                                                                    |                                    | 234             |
|                                                                 |                                                                 | Brühl-Mitte Burgstraße 20 Karte                                                            | | 1902/1903                                                          |                                    | 56              |
|                                                                 |                                                                 | Brühl-Mitte Burgstraße 22 Karte                                                            | | 1902/1903                                                          |                                    | 57              |
|                                                                 |                                                                 | Brühl-Mitte Burgstraße 24 Karte                                                            | Erbaut als Wohnkomplex mit den Häusern Nr. 20 und 22 am Anfang des 20. Jahrhunderts, Architekt: Chr. Mennicken, Bonn. | 1902/1903                                                          |                                    | 58              |
|                                                                 |                                                                 | Brühl-Mitte Burgstraße 27 Karte                                                            | |                                                                    |                                    | 115             |
|                                                                 |                                                                 | Brühl-Mitte Burgstraße 8 Karte                                                             | | 1892                                                               |                                    | 70              |
| weitere Bilder                                                  | Hauptschule                                                     | Brühl-Mitte Clemens-August-Straße 33 Karte                                                 | erbaut als Internat des Progymnasiums | 1899–1900                                                          |                                    | 118             |
| Amtsgericht                                                     | Amtsgericht                                                     | Brühl-Mitte Clemens-August-Straße 34 Karte                                                 | erbaut als Rathaus der Bürgermeisterei Brühl-Land; Architekt: Josef Blied | 1913                                                               |                                    | 171             |
|                                                                 |                                                                 | Brühl-Mitte Clemens-August-Straße 41 Karte                                                 | |                                                                    |                                    | 127             |
|                                                                 |                                                                 | Brühl-Mitte Clemens-August-Straße 46 Karte                                                 | Wohnhaus (Doppelhaus mit Clemens-August-Straße 48), Architekt Jean Schmitz 1907, Teil des "Jean-Schmitz-Ensembles" | 1907                                                               |                                    | 59              |
|                                                                 |                                                                 | Brühl-Mitte Clemens-August-Straße 48 / Schillerstraße Karte                                | Wohnhaus (Doppelhaus mit Clemens-August-Straße 46), Architekt Jean Schmitz 1907, Teil des "Jean-Schmitz-Ensembles" | 1907                                                               |                                    | 60              |
|                                                                 |                                                                 | Brühl-Mitte Clemens-August-Straße 49 / Goethestraße Karte                                  | Wohnhaus (Doppelhaus mit Goethestraße 2), Architekt Jean Schmitz 1907, Teil des "Jean-Schmitz-Ensembles" | 1907                                                               |                                    | 10              |
|                                                                 |                                                                 | Brühl-Mitte Clemens-August-Straße 50 / Schillerstraße Karte                                | Wohnhaus (Doppelhaus mit Schillerstr. 1), Architekt Jean Schmitz 1907, Teil des "Jean-Schmitz-Ensembles" | 1907                                                               |                                    | 13              |
|                                                                 |                                                                 | Brühl-Mitte Clemens-August-Straße 52 Karte                                                 | Wohnhaus (Doppelhaus mit Clemens-August-Straße 54), Architekt Jean Schmitz 1907, Teil des "Jean-Schmitz-Ensembles" | 1907                                                               |                                    | 4               |
|                                                                 |                                                                 | Brühl-Mitte Comesstraße 1–15 (Eingang u. Haupttreppenhaus)                                 | |                                                                    |                                    | 229             |
| ehem. Postamt                                                   | ehem. Postamt                                                   | Brühl-Mitte Comesstraße 16 Karte                                                           | | 1906                                                               |                                    | 172             |
| Pfarrhaus                                                       | Pfarrhaus                                                       | Brühl-Mitte Comesstraße 34 Karte                                                           | | 1862                                                               |                                    | 5               |
| weitere Bilder                                                  | Villa Suermondt                                                 | Brühl-Mitte Comesstraße 39 Karte                                                           | Im Stil eines „Schweizer Hauses“ erbaut für Alfred Charles Robert Suermondt, preußischer Major zur Disposition, Deutzer Kürassier (* 31. Juli 1839 Aachen; † 25. Dezember 1892 Brühl, verh. Bad Godesberg, 6. Oktober 1871 mit Emma Emilie Rautenstrauch, Tochter von Ludwig Theodor Rautenstrauch, Kommerzienrat). 1907 erworben von Max Gruhl, Kaufmännischer Direktor des Gruhlwerks und Bruder von Carl Gruhl | um 1880                                                            |                                    | 63              |
| weitere Bilder                                                  | Max Ernst Museum, ehem. Brühler Pavillon                        | Brühl-Mitte Comesstraße 42 / Max-Ernst-Allee 1                                             | |                                                                    |                                    | 64              |
| Villa Wegge, heute Superintendentur des Kirchenkreises Köln-Süd | Villa Wegge, heute Superintendentur des Kirchenkreises Köln-Süd | Brühl-Mitte Comesstraße 45 Karte                                                           | Villa von Gustav Wegge, des technischen Leiters später Generaldirektors der Roddergrube, Umbau 1907 durch Amtsbaumeister Josef Blied, 1917 von der Roddergrube übernommen. Zweigeschossiger fünf Achsen breiter Putzbau mit Krüppelwalmdach, rechts leicht aus der Straßenfassade hervorspringender, dreiachsiger Seitenrisalit mit barockisierendem Schweifgiebel mit drei einfachen Fenstern, darüber ein Ochsenaugenfenster, darunter über dem Haupteingang Balkon mit schmiedeeisernem Ziergitter von Konsolen getragen. An der linken Seite des Erdgeschosses polygonaler Eckerker. | vor 1894, umgebaut und erweitert 1907/08 und 1913                  |                                    | 65              |
| Kriegerdenkmal                                                  | Kriegerdenkmal                                                  | Brühl-Mitte Comesstraße/Max-Ernst-Allee                                                    | |                                                                    |                                    | 203             |
|                                                                 |                                                                 | Brühl-Mitte Friedrichstraße 11 Karte                                                       | |                                                                    |                                    | 88              |
|                                                                 |                                                                 | Brühl-Mitte Friedrichstraße 13 Karte                                                       | |                                                                    |                                    | 232             |
|                                                                 |                                                                 | Brühl-Mitte Friedrichstraße 20–22                                                          | |                                                                    |                                    | 260             |
|                                                                 |                                                                 | Brühl-Mitte Friedrichstraße 24–26 Karte                                                    | | 1890/1893                                                          |                                    | 20              |
| Villa Martini                                                   | Villa Martini                                                   | Brühl-Mitte Friedrichstraße 28 Karte                                                       | Jugendstilbau des Brühler Architekten Matthias Erven, von dem auch das Geburtshaus von Max Ernst stammt, für den damaligen Chefarzt der Inneren Medizin des Marienhospitals, Hans Martini und dessen Frau, eine Kinderärztin. 1953 durch Architekt Wolfgang Beyer Fassade „verschlichtet“ und Erker entfernt. Innen „ein Schmuckstück der Raumgestaltung um 1900“, Ornamentfliesenboden, Parkett aus Limba-Holz, Original Holz-Treppe, bei der Restaurierung nach 2012 wieder freigelegte Deckengemälde. Heute wieder Arztpraxis. Seitdem Unterschutzstellung | 1899                                                               |                                    | 258             |
|                                                                 |                                                                 | Brühl-Mitte Friedrichstraße 30–32 Karte                                                    | | 1902                                                               |                                    | 21              |
|                                                                 |                                                                 | Brühl-Mitte Friedrichstraße 34–36 Karte                                                    | | 1899                                                               |                                    | 22              |
|                                                                 |                                                                 | Brühl-Mitte Friedrichstraße 41 Karte                                                       | | um 1900                                                            |                                    | 23              |
|                                                                 |                                                                 | Brühl-Mitte Gartenstraße 25 Karte                                                          | |                                                                    |                                    | 106             |
|                                                                 |                                                                 | Brühl-Mitte Gartenstraße 6–8 Karte                                                         | | 1904                                                               |                                    | 105             |
|                                                                 |                                                                 | Brühl-Mitte Goethestraße 2 Karte                                                           | Wohnhaus (Doppelhaus mit Clemens-August-Straße 49), Architekt Jean Schmitz 1907, Teil des "Jean-Schmitz-Ensembles" | 1907                                                               |                                    | 61              |
| weitere Bilder                                                  | Pfarrkirche St. Margareta                                       | Brühl-Mitte Heinrich-Fetten-Platz Karte                                                    | Architekt: Vincenz Statz (Erweiterung 1885–87) | 14. Jahrhundert, 1885–1887 (Langhaus-Erweiterung), 1903 (Westturm) |                                    | 73              |
|                                                                 |                                                                 | Brühl-Mitte Hermannstraße 18 Karte                                                         | |                                                                    |                                    | 251             |
|                                                                 |                                                                 | Brühl-Mitte Hermannstraße 20 Karte                                                         | | 1909                                                               |                                    | 195             |
|                                                                 |                                                                 | Brühl-Mitte Hospitalstraße 2 Karte                                                         | |                                                                    |                                    | 107             |
|                                                                 |                                                                 | Brühl-Mitte Hospitalstraße 25 Karte                                                        | | 1875                                                               |                                    | 117             |
|                                                                 |                                                                 | Brühl-Mitte Hospitalstraße 27 Karte                                                        | |                                                                    |                                    | 108             |
| Villa Camphausen                                                | Villa Camphausen                                                | Brühl-Mitte Kaiserstraße 1 / Kölnstraße Karte                                              | Eine um 1850 im italienischen Landhausstil errichtete Sommerresidenz des Bankiers Ludolf Camphausen. | um 1850                                                            |                                    | 245             |
|                                                                 |                                                                 | Brühl-Mitte Kaiserstraße 12 Karte                                                          | erbaut von der Brühler Baugesellschaft | 1904                                                               |                                    | 9               |
|                                                                 |                                                                 | Brühl-Mitte Kaiserstraße 14–16 Karte                                                       | | 1894                                                               |                                    | 26              |
| Villa Gruhl                                                     | Villa Gruhl                                                     | Brühl-Mitte Kaiserstraße 15 Karte                                                          | Die Villa der Unternahmer Hermann und seines Sohnes Carl Gruhl, letzterer Brühler Ehrenbürger, entstand 1899 im frühen Jugendstil nach einem Entwurf des Leipziger Architekten Georg Wünschmann. | 1899                                                               |                                    | 67              |
|                                                                 |                                                                 | Brühl-Mitte Kaiserstraße 21 Karte                                                          | |                                                                    |                                    | 249             |
|                                                                 |                                                                 | Brühl-Mitte Kaiserstraße 24 Karte                                                          | |                                                                    |                                    | 130             |
|                                                                 |                                                                 | Brühl-Mitte Kaiserstraße 26 Karte                                                          | | 1900                                                               |                                    | 131             |
|                                                                 |                                                                 | Brühl-Mitte Kaiserstraße 30 Karte                                                          | |                                                                    |                                    | 133             |
|                                                                 |                                                                 | Brühl-Mitte Kaiserstraße 32 Karte                                                          | |                                                                    |                                    | 134             |
|                                                                 |                                                                 | Brühl-Mitte Kaiserstraße 34 Karte                                                          | | 1889                                                               |                                    | 135             |
| Ziergiebel                                                      | Ziergiebel                                                      | Brühl-Mitte Kaiserstraße 42 Karte                                                          | |                                                                    |                                    | 207             |
|                                                                 |                                                                 | Brühl-Mitte Kaiserstraße 49 Karte                                                          | |                                                                    |                                    | 149             |
| weitere Bilder                                                  |                                                                 | Brühl-Mitte Kaiserstraße 55 Karte                                                          | |                                                                    |                                    | 173             |
|                                                                 |                                                                 | Brühl-Mitte Kaiserstraße 6 – Villa Büttner Karte                                           | Im Auftrag des wohlhabenden Brühlers „Julius an Haack“ errichtete 1910 der Brühler Baumeister Josef Blied an der Kaiserstraße eine Villa im Stil des Barock. Das Gebäude gelangte 1922 in den Besitz des Unternehmens Berggeist (spätere RWE), welches das Anwesen seinen Direktoren zur Verfügung stellte. Einer dieser Nutznießer, Direktor Büttner, war der Namensgeber der noch heute nach ihm benannten Villa. 1970 wurde das Haus zum Sitz des Heinrich Meng Institutes Erftkreis. Seit 2001 ist es Sitz der Europäischen Fachhochschule. | 1910                                                               |                                    | 25              |
| Wohnhaus                                                        | Wohnhaus                                                        | Brühl-Mitte Kaiserstraße 7 Karte                                                           | Dienstboten- oder Kutscherhaus der Villa Camphausen | 1890                                                               |                                    | 66              |
|                                                                 |                                                                 | Brühl-Mitte Kempishofstraße 10 Karte                                                       | Alte Stellmacherei, heutiges Keramikmuseum | Mitte des 19. Jahrhunderts                                         |                                    | 231             |
|                                                                 |                                                                 | Brühl-Mitte Kempishofstraße 11–13 Karte                                                    | Die in der Mitte des 19. Jahrhunderts erbaute Schmiede wurde bis 1939 genutzt. | Mitte des 19. Jahrhunderts                                         |                                    | 151             |
|                                                                 |                                                                 | Brühl-Mitte Kempishofstraße 12, 14 u. 16 Karte                                             | |                                                                    |                                    | 211             |
| weitere Bilder                                                  | Haus Boos (Museum für Alltagsgeschichte)                        | Brühl-Mitte Kempishofstraße 15 Karte                                                       | Ein Wohnhaus aus dem 18. Jahrhundert. 1992 wurde das Nachbargebäude (Ecke Pastoratstraße) abgetragen und am nun freigelegten Giebel des Hauses Boos kam unter einer brüchigen Putzschicht Fachwerk zum Vorschein. Untersuchungen ergaben, dass das Gebäude erst um 1900 komplett verputzt worden war, am Giebel konnten noch Farbreste des ursprünglichen Anstriches gesichert werden. Bis 1993 wurde der Verputz komplett abgetragen und das Haus entkernt, um es fachgerecht zu sanieren. Bis zum Ende des Jahres wurde das Walmdach rekonstruiert, das Fachwerk gesichert und erneuert sowie die gelbrote Farbgebung der Außenfassade wiederhergestellt. Nach der Fertigstellung zog das Museum für Alltagsgeschichte unter der Schirmherrschaft der Brühler Museumsgesellschaft in das Gebäude ein. Das zweigeschossige Gebäude mit ausgebautem Dachgeschoss trägt über dem Türsturz den Spruch: „Wer will bauen an Gassen und Straßen, der muss die Narren kritisieren lassen.“                                                                                      | 1741–1744                                                          |                                    | 152             |
| Hessenkreuz                                                     | Hessenkreuz                                                     | Brühl-Mitte Kentenichstraße                                                                | |                                                                    |                                    | 185             |
|                                                                 |                                                                 | Brühl-Mitte Kentenichstraße 4 Karte                                                        | |                                                                    |                                    | 250             |
|                                                                 |                                                                 | Brühl-Mitte Kölnstraße 10–12 Karte                                                         | Spiegelgleiche Bauwerke des Bonner Architekten Chr. Mennicken. Die Erdgeschosse dienten nach der Fertigstellung der Häuser um 1900 als Textilgeschäfte. | um 1900                                                            |                                    | 109             |
|                                                                 |                                                                 | Brühl-Mitte Kölnstraße 1 / Kirchstraße Karte                                               | | 1897                                                               |                                    | 32              |
|                                                                 |                                                                 | Brühl-Mitte Kölnstraße 30 / Burgstraße Karte                                               | | 1895                                                               |                                    | 110             |
|                                                                 |                                                                 | Brühl-Mitte Kölnstraße 35 Karte                                                            | |                                                                    |                                    | 240             |
|                                                                 |                                                                 | Brühl-Mitte Kölnstraße 37 / Schützenstraße Karte                                           | |                                                                    |                                    | 241             |
|                                                                 |                                                                 | Brühl-Mitte Kölnstraße 4 Karte                                                             | |                                                                    |                                    | 239             |
|                                                                 |                                                                 | Brühl-Mitte Kölnstraße 51 Karte                                                            | |                                                                    |                                    | 112             |
|                                                                 |                                                                 | Brühl-Mitte Kreuzwegstation IX, Römerstr./Luisenstr.                                       | |                                                                    |                                    | 178             |
|                                                                 |                                                                 | Brühl-Mitte Kreuzwegstation XII, „Kreuz vor der Cöllenportz“, Kölnstraße / Schildgesstraße | Das „Creutz“ war Ausgangspunkt bei Grenzbegehungen. Es wurde erstmals in der Mitte des 16. Jahrhunderts bei aufgekommenen Grenzstreitigkeiten erwähnt. Im 18. Jahrhundert war es Segensstelle bei Fronleichnamsprozessionen. Nach der Säkularisation wurde es 1801 zerstört aber 1851 als „Kreuz vor dem Kölntor“ in neugotischen Formen durch den Kölner Bildhauer Engelbert Pfeiffer neu gestaltet. Das Kreuz wurde im Laufe der Jahrhunderte bei altersbedingten Schäden oder bei Zerstörung immer wieder erneuert. 1941 wurde aus politischen Gründen der Korpus entfernt, der 2002 durch Bemühungen des Brühler Heimatbundes ersetzt wurde. |                                                                    |                                    | 181             |
|                                                                 |                                                                 | Brühl-Mitte Liblarer Straße 9 Karte                                                        | | 1898                                                               |                                    | 16              |
| Kreuzwegstation III                                             | Kreuzwegstation III                                             | Brühl-Mitte Marienhospital, Mühlenstraße 21                                                | Erhaltenes Terrakottarelief der Kreuzwegstation III an der Mauer neben Relief V |                                                                    |                                    | 120 A           |
| Haus »Zum Schwan«                                               | Haus »Zum Schwan«                                               | Brühl-Mitte Markt 1 / Steinweg Karte                                                       | Erbaut als Wohnhaus des kurfürstlichen Baumeisters und Unternehmers Gerhard Cadusch. Zweigeschossiger Putzbau, Hausteingliederung und Mansarddach. Zum Markt hin ist die Fassade fünfachsig, im Obergeschoss, über dem mittig angelegten Eingang, befindet sich ein Balkon mit schmiedeeisernem Gitter, der von einem Dreiecksgiebel mit dem gefassten Relief eines Schwans hervorgehoben wird. Das Relief stammt womöglich von einem Vorgängerbau. | 1749                                                               |                                    | 33              |
| Relief der Mondsichel-Madonna                                   | Relief der Mondsichel-Madonna                                   | Brühl-Mitte Markt 16 Karte                                                                 | |                                                                    |                                    | 202             |
|                                                                 |                                                                 | Brühl-Mitte Markt 18 Karte                                                                 | |                                                                    |                                    | 242             |
| Teil des ehemaligen Burghofes                                   | Teil des ehemaligen Burghofes                                   | Brühl-Mitte Markt 2 / Schloßstraße Karte                                                   | |                                                                    |                                    | 111 A           |
|                                                                 |                                                                 | Brühl-Mitte Markt 26 / Bahnhofstraße Karte                                                 | Ein Gebäudekomplex, der „Zum grünen Wald“ genannt wurde. Er umfasst heute die Häuser Bahnhofstraße 6, 4 und Markt 26. Es waren ehemals drei eigenständige Fachwerkbauten des 16. Jahrhunderts, die zum Anfang des 18. Jahrhunderts verputzt wurden. In den Hauswänden sollen noch Beschussreste des Dreißigjährigen Krieges vorhanden sein. |                                                                    |                                    | 246             |
| weitere Bilder                                                  | Haus »Zum Stern«                                                | Brühl-Mitte Markt 28 / Kölnstraße Karte                                                    | erbaut für den kurfürstlichen Oberkellner Wilhelm Kannengießer | 1530/1531                                                          |                                    | 34              |
| Teil des ehemaligen Burghofes                                   | Teil des ehemaligen Burghofes                                   | Brühl-Mitte Markt 4 Karte                                                                  | |                                                                    |                                    | 111 B           |
| Teil des ehemaligen Burghofes                                   | Teil des ehemaligen Burghofes                                   | Brühl-Mitte Markt 6 Karte                                                                  | |                                                                    |                                    | 111 C           |
| weitere Bilder                                                  | Bahnhof                                                         | Brühl-Mitte Max-Ernst-Allee 2 Karte                                                        | Empfangsgebäude und Bahnhof (früher „Am Bundesbahnhof 2“) | 1844                                                               |                                    | 225             |
| Kreuzwegstation XIII                                            | Kreuzwegstation XIII                                            | Brühl-Mitte Mühlenstraße 21                                                                | |                                                                    |                                    | 120 C           |
| Kreuzwegstation V                                               | Kreuzwegstation V                                               | Brühl-Mitte Mühlenstraße 21                                                                | Erhaltenes Terrakottarelief der Kreuzwegstation V, Eingangsbereich zum Hof an der Schranke |                                                                    |                                    | 120 B           |
|                                                                 |                                                                 | Brühl-Mitte Mühlenstraße 39 Karte                                                          | | 1904                                                               |                                    | 92              |
|                                                                 |                                                                 | Brühl-Mitte Mühlenstraße 41 Karte                                                          | | Anfang des 20. Jahrhunderts                                        |                                    | 93              |
|                                                                 |                                                                 | Brühl-Mitte Mühlenstraße 43 Karte                                                          | | Anfang des 20. Jahrhunderts                                        |                                    | 94              |
|                                                                 |                                                                 | Brühl-Mitte Mühlenstraße 45 Karte                                                          | | Anfang des 20. Jahrhunderts                                        |                                    | 89              |
|                                                                 |                                                                 | Brühl-Mitte Mühlenstraße 47 Karte                                                          | | Anfang des 20. Jahrhunderts                                        |                                    | 95              |
|                                                                 |                                                                 | Brühl-Mitte Mühlenstraße 49 Karte                                                          | | Anfang des 20. Jahrhunderts                                        |                                    | 96              |
|                                                                 |                                                                 | Brühl-Mitte Mühlenstraße 51 Karte                                                          | | Anfang des 20. Jahrhunderts                                        |                                    | 97              |
|                                                                 |                                                                 | Brühl-Mitte Mühlenstraße 53 Karte                                                          | | Anfang des 20. Jahrhunderts                                        |                                    | 98              |
|                                                                 |                                                                 | Brühl-Mitte Mühlenstraße 55 Karte                                                          | | 1900                                                               |                                    | 99              |
| weitere Bilder                                                  |                                                                 | Brühl-Mitte Mühlenstraße 62–64 Karte                                                       | errichtet von der Stadt Brühl | 1929                                                               |                                    | 113 A           |
|                                                                 |                                                                 | Brühl-Mitte Mühlenstraße 80 Karte                                                          | |                                                                    |                                    | 254             |
| ehemaliger Alter Friedhof                                       | ehemaliger Alter Friedhof                                       | Brühl-Mitte Mühlenstraße Karte                                                             | Der heutige Stadtpark (seit 1974) war der 1827 am damaligen „Stadtrand“ eingerichtete Brühler Friedhof. Die heute im Park stehende barocke Kreuzigungsgruppe entstammt dem ersten, die Pfarrkirche St. Margaretha umschließenden Kirchhof und wurde 1794 dort errichtet. Ihr ursprünglicher Standort war auf dem Badorfer „Schnorrenberg“, vor der Kapelle (wahrscheinlich die heutige Birkhofkapelle) des Kurfürsten Clemens August. Der „Alte Friedhof“ wurde bis 1911 für alle Bestattungen genutzt, danach fanden bis 1949 nur noch Bestattungen in Erbgräbern statt. |                                                                    |                                    | 201             |
|                                                                 |                                                                 | Brühl-Mitte Pastoratstraße 8                                                               | |                                                                    |                                    | 257             |
|                                                                 |                                                                 | Brühl-Mitte Pastoratstraße 20 Karte                                                        | Der mit seitlichen Stufengiebeln verzierte Backsteinbau des Pfarrhauses St. Margareta wurde 1899/1900 erbaut. | 1899/1900                                                          |                                    | 150             |
|                                                                 |                                                                 | Brühl-Mitte Rheinstraße 17 Karte                                                           | | 1910                                                               |                                    | 166             |
|                                                                 |                                                                 | Brühl-Mitte Rodderweg 1, 3, 5, 7 Karte                                                     | errichtet durch die Stadt Brühl | 1928                                                               |                                    | 192             |
| Römerhof                                                        | Römerhof                                                        | Brühl-Mitte Römerhof 38 Karte                                                              | Die Wohnsiedlung Römerhof entstand im Jahr 1927 im Auftrag der Stadt Brühl unter der Leitung des Architekten Josef Baedorf. | 1927                                                               |                                    | 204             |
| weitere Bilder                                                  |                                                                 | Brühl-Mitte Römerstraße 143 / Römerhof Karte                                               | Teil der Wohnsiedlung Römerhof | 1927                                                               |                                    | 205 A           |
| weitere Bilder                                                  |                                                                 | Brühl-Mitte Römerstraße 145 / Römerhof Karte                                               | Teil der Wohnsiedlung Römerhof | 1927                                                               |                                    | 205 B           |
|                                                                 |                                                                 | Brühl-Mitte Römerstraße 185, 187 Karte                                                     | errichtet durch die Stadt Brühl | 1928                                                               |                                    | 190             |
|                                                                 |                                                                 | Brühl-Mitte Römerstraße 189, 191, 193 Karte                                                | |                                                                    |                                    | 11              |
|                                                                 |                                                                 | Brühl-Mitte Römerstraße 195 Karte                                                          | |                                                                    |                                    | 191             |
| weitere Bilder                                                  | Jüdischer Friedhof                                              | Brühl-Mitte Schildgesstr./Kölnstraße                                                       | |                                                                    |                                    | 155             |
|                                                                 |                                                                 | Brühl-Mitte Schillerstraße 1 Karte                                                         | Wohnhaus (Doppelhaus mit Clemens-August-Str. 50) Architekt Jean Schmitz 1907, Teil des "Jean-Schmitz-Ensembles" | 1907                                                               |                                    | 62              |
|                                                                 |                                                                 | Brühl-Mitte Schloßstraße 11 Karte                                                          | | um 1900                                                            |                                    | 193             |
|                                                                 |                                                                 | Brühl-Mitte Schloßstraße 17 Karte                                                          | | um 1900                                                            |                                    | 123             |
|                                                                 |                                                                 | Brühl-Mitte Schloßstraße 19 Karte                                                          | | 1897                                                               |                                    | 124             |
| weitere Bilder                                                  | St. Maria von den Engeln                                        | Brühl-Mitte Schloßstraße 2                                                                 | Die Schlosskirche St. Maria von den Engeln ist durch das Gebäude der Schlossverwaltung und dem sich anschließenden westlichen Trakt der Orangerie mit dem Schloss Augustusburg verbunden. Sie wurde im Jahr 1493 erbaut und diente bis zur Säkularisation 1802 gleichzeitig dem Brühler Konvent der Franziskaner-Observanten als Klosterkirche. |                                                                    |                                    | 12              |
| weitere Bilder                                                  | Wohnhaus (Geburtshaus Max Ernst)                                | Brühl-Mitte Schloßstraße 21 Karte                                                          | | um 1885                                                            |                                    | 79              |
| weitere Bilder                                                  | Schloßstraße 23                                                 | Brühl-Mitte Schloßstraße 23 Karte                                                          | Das Hotel „Deutscher Kaiser“ wurde auf dem Gelände des ehemaligen „Churfürstlichen Comoedienhauses“ erbaut. 1888 war es mit einem Tanzsaal und Kaffeegarten ausgestattet worden und wurde 1919 von P. Becker, dem Verleger der Brühler Zeitung, als Wohn- und Geschäftshaus übernommen. Die von ihm in dem Gebäude eingerichtete Druckerei bestand bis 1970. 1990 wurde das ehemalige Hotel zu einem Privathaus umgebaut, wobei der Erhalt der alten Fassade berücksichtigt wurde. | 1880/1888                                                          |                                    | 8               |
|                                                                 |                                                                 | Brühl-Mitte Schloßstraße 9 Karte                                                           | | um 1900                                                            |                                    | 121             |
| Galerie am Schloss                                              | Galerie am Schloss                                              | Brühl-Mitte Schloßstraße 25 Karte                                                          | |                                                                    |                                    | 146             |
|                                                                 |                                                                 | Brühl-Mitte Schützenstraße 11 Karte                                                        | |                                                                    |                                    | 208             |
|                                                                 |                                                                 | Brühl-Mitte Schützenstraße 16                                                              | |                                                                    |                                    | 259             |
|                                                                 |                                                                 | Brühl-Mitte Schützenstraße 24 Karte                                                        | erbaut als Forstamt für den Forstbezirk Ville | Mitte des 19. Jahrhunderts                                         |                                    | 174             |
| Rathaus                                                         | Rathaus                                                         | Brühl-Mitte Steinweg 1 / Uhlstraße Karte                                                   | | 1858, 1904 (Aufstockung, Erweiterung)                              |                                    | 84              |
| weitere Bilder                                                  |                                                                 | Brühl-Mitte Steinweg 10 Karte                                                              | |                                                                    |                                    | 101             |
|                                                                 |                                                                 | Brühl-Mitte Steinweg 12 / Hospitalstraße Karte                                             | | 1906                                                               |                                    | 81              |
|                                                                 |                                                                 | Brühl-Mitte Steinweg 8 Karte                                                               | |                                                                    |                                    | 100             |
| weitere Bilder                                                  |                                                                 | Brühl-Mitte Uhlstraße 1 / Schloßstraße Karte                                               | Ehemaliges Pförtnerhaus des Franziskanerklosters |                                                                    |                                    | 85              |
| weitere Bilder                                                  | Sudturm der Giesler Brauerei                                    | Brühl-Mitte Uhlstraße 100 Karte                                                            | |                                                                    |                                    | 243             |
| weitere Bilder                                                  | ehemaliges Franziskanerkloster, jetzt Rathaus                   | Brühl-Mitte Uhlstraße 3 Karte                                                              | mit erhaltenem Kreuzgang des ehemaligen Klosters | 1717/1718                                                          |                                    | 85              |
|                                                                 |                                                                 | Brühl-Mitte Uhlstraße 20 Karte                                                             | |                                                                    |                                    | 194             |
| weitere Bilder                                                  | Gaststätte »Zur ewigen Lampe«                                   | Brühl-Mitte Uhlstraße 69 / Böningergasse Karte                                             | Errichtet durch den Kölner Architekten Franz Josef Schumm. Dreigeschossiges Eckhaus mit Mansarddach und zweigeschossigem Erker mit Haube, welcher die Ecke Uhlstraße/Böningergasse akzentuiert. Im Untergeschoss mit Quaderputz, die beiden Obergeschosse in roten Ziegeln ausgeführt, Fensterrahmen und Gesimse stuckiert. | 1898                                                               |                                    | 3               |
|                                                                 |                                                                 | Brühl-Mitte Wallstraße 18 (Fassade) Karte                                                  | |                                                                    |                                    | 235             |
| weitere Bilder                                                  | Schloss Augustusburg                                            | Brühl-Mitte Karte                                                                          | |                                                                    |                                    | 1               |
| Villa Haschke                                                   | Villa Haschke                                                   | Brühl-Nord Kölnstraße 113–115 Karte                                                        | Architekt: Josef Blied (Umbau 1908) | 1889, 1908 (Umbau)                                                 |                                    | 159             |
|                                                                 |                                                                 | Brühl-Nord Kölnstraße 119 Karte                                                            | |                                                                    |                                    | 164             |
|                                                                 |                                                                 | Brühl-Nord Kölnstraße 123 Karte                                                            | |                                                                    |                                    | 137             |
|                                                                 |                                                                 | Brühl-Nord Königstraße 1–3 Karte                                                           | | 1900                                                               |                                    | 35              |
|                                                                 |                                                                 | Brühl-Nord Königstraße 20 Karte                                                            | | 1905                                                               |                                    | 44              |
|                                                                 |                                                                 | Brühl-Nord Königstraße 21 Karte                                                            | | 1901                                                               |                                    | 45              |
|                                                                 |                                                                 | Brühl-Nord Königstraße 23 Karte                                                            | | 1901                                                               |                                    | 46              |
|                                                                 |                                                                 | Brühl-Nord Königstraße 25 Karte                                                            | | 1901                                                               |                                    | 48              |
|                                                                 |                                                                 | Brühl-Nord Königstraße 36 Karte                                                            | |                                                                    |                                    | 142             |
|                                                                 |                                                                 | Brühl-Nord Königstraße 43 Karte                                                            | | 1904                                                               |                                    | 14              |
| weitere Bilder                                                  |                                                                 | Brühl-Nord Kreuzwegstation XI, Kaiserstraße / Kurfürstenstraße                             | |                                                                    |                                    | 180             |
|                                                                 |                                                                 | Brühl-Nord Kurfürstenstraße 11 Karte                                                       | | 1905                                                               |                                    | 83              |
|                                                                 |                                                                 | Brühl-Nord Kurfürstenstraße 18 Karte                                                       | |                                                                    |                                    | 91              |
| Villa Kaufmann                                                  | Villa Kaufmann                                                  | Brühl-Nord Am Volkspark 1 Karte                                                            | Die denkmalgeschützte Villa Kaufmann am Brühler Volkspark wurde 1860 vom Essigfabrikanten Fritz Meynen als Villa Meynen errichtet. Der zweite Besitzer Johann Wilhelm Leyendecker ließ das Gebäude 1898 von dem Brühler Architekten Paul Müller umgestalten. In den 1970er Jahren stand die Villa Pfadfindern, dem Jugendrotkreuz und anderen Verbänden zur Verfügung, danach stand sie lange Zeit leer. 2016 wurde die Villa grundsaniert und beherbergt seitdem einen Workspace für Unternehmer. Das dreigeschossige spätklassizistische Objekt hat einen annähernd kreuzförmigen Grundriss und ein Flachdach. Besonders hervorzuheben sind die auffällige sechsachsige Front, die Schmuckdetails an der Fassade der Vorderseite und die Puttenreliefs zur Gartenseite hin. | 1860, 1898 (Umbau)                                                 |                                    | 129             |
| Erkergestaltung in Fachwerk                                     | Erkergestaltung in Fachwerk                                     | Brühl-Nord Kaiserstraße 44 – Fachwerkauslucht Karte                                        | |                                                                    |                                    | 148             |
| Gedenkkreuz                                                     | Gedenkkreuz                                                     | Brühl-Nord Kölnstraße, Eisenbahnunterführung                                               | |                                                                    |                                    | 219             |
|                                                                 |                                                                 | Brühl-Nord Kölnstraße 121 Karte                                                            | |                                                                    |                                    | 136             |
|                                                                 |                                                                 | Brühl-Nord Kölnstraße 125 Karte                                                            | |                                                                    |                                    | 138             |
|                                                                 |                                                                 | Brühl-Nord Kölnstraße 127 / Königstraße Karte                                              | |                                                                    |                                    | 139             |
|                                                                 |                                                                 | Brühl-Nord Königstraße 10 Karte                                                            | |                                                                    |                                    | 39              |
|                                                                 |                                                                 | Brühl-Nord Königstraße 12 Karte                                                            | |                                                                    |                                    | 40              |
|                                                                 |                                                                 | Brühl-Nord Königstraße 13 Karte                                                            | | 1900                                                               |                                    | 41              |
|                                                                 |                                                                 | Brühl-Nord Königstraße 14 Karte                                                            | |                                                                    |                                    | 42              |
|                                                                 |                                                                 | Brühl-Nord Königstraße 19 Karte                                                            | | 1901                                                               |                                    | 43              |
|                                                                 |                                                                 | Brühl-Nord Königstraße 24 Karte                                                            | | 1902                                                               |                                    | 47              |
|                                                                 |                                                                 | Brühl-Nord Königstraße 33 Karte                                                            | | 1904                                                               |                                    | 140             |
|                                                                 |                                                                 | Brühl-Nord Königstraße 35 Karte                                                            | | 1901                                                               |                                    | 141             |
|                                                                 |                                                                 | Brühl-Nord Königstraße 37 Karte                                                            | | 1901                                                               |                                    | 49              |
|                                                                 |                                                                 | Brühl-Nord Königstraße 38 Karte                                                            | |                                                                    |                                    | 143             |
|                                                                 |                                                                 | Brühl-Nord Königstraße 39–41 Karte                                                         | | 1902                                                               |                                    | 50              |
|                                                                 |                                                                 | Brühl-Nord Königstraße 40 Karte                                                            | | 1903                                                               |                                    | 51              |
| weitere Bilder                                                  |                                                                 | Brühl-Nord Königstraße 42 Karte                                                            | | 1904                                                               |                                    | 52              |
|                                                                 |                                                                 | Brühl-Nord Königstraße 45 Karte                                                            | | 1904                                                               |                                    | 53              |
|                                                                 |                                                                 | Brühl-Nord Königstraße 5 Karte                                                             | | 1903                                                               |                                    | 36              |
|                                                                 |                                                                 | Brühl-Nord Königstraße 7 Karte                                                             | | 1903                                                               |                                    | 37              |
|                                                                 |                                                                 | Brühl-Nord Königstraße 9 Karte                                                             | | 1903                                                               |                                    | 38              |
| weitere Bilder                                                  |                                                                 | Brühl-Nord Kreuzwegstation X, Kaiserstr./Luisenstr.                                        | Kreuzwegstation X von 1883. (Sandstein mit Terrakottarelief) | 1883                                                               |                                    | 179             |
|                                                                 |                                                                 | Brühl-Nord Kurfürstenstraße 13 Karte                                                       | | Anfang des 20. Jahrhunderts                                        |                                    | 54              |
|                                                                 |                                                                 | Brühl-Nord Kurfürstenstraße 16 Karte                                                       | |                                                                    |                                    | 144             |
|                                                                 |                                                                 | Brühl-Nord Kurfürstenstraße 17 Karte                                                       | | 1902                                                               |                                    | 55              |
|                                                                 |                                                                 | Brühl-Nord Kurfürstenstraße 22 / Königstraße Karte                                         | |                                                                    |                                    | 145             |
|                                                                 |                                                                 | Brühl-Nord Kurfürstenstraße 9 Karte                                                        | |                                                                    |                                    | 82              |
|                                                                 |                                                                 | Brühl-Nord Wilhelmstraße 17 Karte                                                          | |                                                                    |                                    | 210             |
|                                                                 |                                                                 | Brühl-Nord Wilhelmstraße 25 Karte                                                          | | 1896 (Umbau)                                                       |                                    | 6               |
| weitere Bilder                                                  | ORBA-Gebäude                                                    | Brühl-Ost Am Rankewerk 2-4 Karte                                                           | Entwurf: Planungsgruppe Stieldorf | 1973                                                               |                                    | 212             |
| weitere Bilder                                                  | Palmersdorfer Hof                                               | Brühl-Ost Otto-Wels-Str.                                                                   | Das ehemalige Hofgut Palmersdorfer Hof hat seinen Ursprung im 10. Jahrhundert. Das im äußersten Osten Brühls gelegene historische Bauwerk war zeitweise im Besitz des Deutschen Ordens und wurde in der jüngeren Zeit zu einer Wohnanlage umgewandelt. |                                                                    |                                    | 18              |
| Gedenkkreuz am Palmersdorfer Hof                                | Gedenkkreuz am Palmersdorfer Hof                                | Brühl-Ost Otto-Wels-Straße                                                                 | |                                                                    |                                    | 220             |
|                                                                 |                                                                 | Brühl-Ost Rheinstraße 15 Karte                                                             | | 1911                                                               |                                    | 200             |
|                                                                 |                                                                 | Brühl-Ost Rheinstraße 4 Karte                                                              | |                                                                    |                                    | 199             |
| weitere Bilder                                                  | Schloss Falkenlust                                              | Brühl-Ost Karte                                                                            | |                                                                    |                                    | 2               |
|                                                                 |                                                                 | Brühl-Süd Bonnstraße 91–93 Karte                                                           | | 1903                                                               |                                    | 19              |
| Grabstätte Seidenfaden                                          | Grabstätte Seidenfaden                                          | Brühl-Süd Friedhof-Süd, Bonnstraße Karte                                                   | |                                                                    |                                    | 252             |
|                                                                 | Grabstätte der Familie Reusch                                   | Brühl-Süd Friedhof-Süd, Bonnstraße                                                         | |                                                                    |                                    | 216             |
| weitere Bilder                                                  | Grabstätte der Eheleute Jovy                                    | Brühl-Süd Friedhof-Süd, Bonnstraße Karte                                                   | Während des Bombenangriffs am 4. März 1945 kam das Ehepaar Jovy im Keller des Hauses Gartenstraße 10 ums Leben. Ihr Sohn beauftragte 1950 nach seiner Rückkehr aus der russischen Kriegsgefangenschaft seine Cousine, die Bildhauerin Marianne Jovy-Nakatenus aus Düsseldorf, den Grabstein zu schaffen. In einer Sitzung des Brühler Kulturausschusses im Mai 2006 wurde beschlossen, die Grabstätte in die Liste der Baudenkmäler aufzunehmen. | 1950                                                               | Mai 2006                           | 248             |
|                                                                 |                                                                 | Brühl-Nord Kurfürstenstraße 21 Karte                                                       | |                                                                    |                                    | 68              |
| weitere Bilder                                                  |                                                                 | Brühl-Süd Liblarer Straße 10 Karte                                                         | | Ende des 19. Jahrhunderts                                          |                                    | 154             |
|                                                                 |                                                                 | Brühl-Süd Liblarer Straße 39                                                               | |                                                                    |                                    | 256             |
|                                                                 |                                                                 | Brühl-Süd Liblarer Straße 72–76a Karte                                                     | | 1928                                                               |                                    | 184             |
|                                                                 |                                                                 | Brühl-Süd Pingsdorfer Straße 50 Karte                                                      | | 1905                                                               |                                    | 255             |
| Hochkreuz vor St. Maria Hilf                                    | Hochkreuz vor St. Maria Hilf                                    | Heide Bergstr.,                                                                            | Hochkreuz aus dem Jahr 1736 |                                                                    |                                    | 215             |
| Wegekreuz aus dem Jahr 1912                                     | Wegekreuz aus dem Jahr 1912                                     | Heide Villestraße/Hermann-Gruhl-Straße, Hochkreuz                                          | |                                                                    |                                    | 183             |
| weitere Bilder                                                  | Kloster Benden                                                  | Heide                                                                                      | |                                                                    |                                    | 86              |
|                                                                 |                                                                 | Kierberg Kaiserstraße 77 Karte                                                             | | zwischen 1901 und 1903                                             |                                    | 27              |
|                                                                 |                                                                 | Kierberg Kaiserstraße 79 Karte                                                             | | zwischen 1901 und 1903                                             |                                    | 28              |
| weitere Bilder                                                  | Kaiserbahnhof                                                   | Kierberg Kierberger Straße Karte                                                           | Der um 1877 erbaute und nach dem deutschen Kaiser Wilhelm I. benannte Kaiserbahnhof | um 1877                                                            |                                    | 31              |
| weitere Bilder                                                  | St. Servatius, Kierberg                                         | Kierberg Karte                                                                             | Architekt: Alfred Tepe | 1903–1904, 1909 (Westturm)                                         |                                    | 77              |
| weitere Bilder                                                  | St. Pantaleon, Pingsdorf                                        | Pingsdorf Badorfer Straße 13 Karte                                                         | | 1746–1763                                                          |                                    | 76              |
|                                                                 |                                                                 | Pingsdorf Kirchgasse 4 Karte                                                               | |                                                                    |                                    | 80              |
| Ehemaliges Schulgebäude                                         | Ehemaliges Schulgebäude                                         | Schwadorf Hermann-Faßbender-Straße 2 Karte                                                 | Ehemaliges Schulgebäude, heutige Nutzung als Kindergarten |                                                                    |                                    | 163             |
| Wegekreuz von 1863                                              | Wegekreuz von 1863                                              | Schwadorf Oberstraße / Am Falter (Hochkreuz) Karte                                         | Baumaterial für das 1863 errichtete und knapp 2,5 m hohe Kreuz ist Sandstein, die Christusfigur besteht aus einem Gussmetall. Im unteren Teil der Konstruktion sind die Worte ECCE AGNUS DEI. ECCE QUI TOLLIT PECCATUM MUNDI! aus dem ersten Johannes-Evangelium eingeritzt. Stifter des Kreuzes war Johann Orth. | 1863                                                               |                                    | 156             |
|                                                                 |                                                                 | Schwadorf Severinstraße 7 Karte                                                            | |                                                                    |                                    | 167             |
| Wegekreuz                                                       | Wegekreuz                                                       | Schwadorf Am Strauchshof                                                                   | |                                                                    |                                    | 157             |
| Heutige Wohnanlage Haus Strauchshof (rechte Hälfte)             | Heutige Wohnanlage Haus Strauchshof (rechte Hälfte)             | Schwadorf Am Strauchshof 2                                                                 | |                                                                    |                                    | 168 B           |
| Heutige Wohnanlage Haus Strauchshof (linke Hälfte)              | Heutige Wohnanlage Haus Strauchshof (linke Hälfte)              | Schwadorf Am Strauchshof 4                                                                 | |                                                                    |                                    | 168 B           |
| weitere Bilder                                                  | Bilderstock mit Kreuzigungsgruppe                               | Schwadorf An der Schallenburg Karte                                                        | Gestiftet wurde der Bildstock 1838 von den Eheleuten Martin Kautz und Cecilie Spürck. | 1838                                                               |                                    | 158             |
| Rheinisches Fachwerk                                            | Rheinisches Fachwerk                                            | Schwadorf An der Schallenburg 8 Karte                                                      | |                                                                    |                                    | 160             |
| Restaurierte Hofanlage                                          | Restaurierte Hofanlage                                          | Schwadorf Hermann-Faßbender-Straße 1 Karte                                                 | |                                                                    |                                    | 162             |
|                                                                 |                                                                 | Schwadorf Hommelsheimstraße 1 Karte                                                        | |                                                                    |                                    | 71              |
| Finkenburg                                                      | Finkenburg                                                      | Schwadorf Oberstraße 22 Karte                                                              | |                                                                    |                                    | 165             |
| ehemaliger Weiherhof                                            | ehemaliger Weiherhof                                            | Schwadorf Weiherhofstraße 9 Karte                                                          | erhaltenes Fachwerkwohnhaus eines ehemaligen Bauernhofs | 18. Jahrhundert                                                    |                                    | 169             |
| weitere Bilder                                                  | St. Severin, Schwadorf                                          | Schwadorf Hermann-Faßbender-Straße 6 Karte                                                 | | 1875                                                               |                                    | 74              |
| weitere Bilder                                                  | Schallenburg                                                    | Schwadorf                                                                                  | |                                                                    |                                    | 90              |
|                                                                 |                                                                 | Vochem Grabmal Pons, Friedhof-Vochem                                                       | Grabstätte der Familie Pons |                                                                    |                                    | 230             |
| Wegekreuz                                                       | Wegekreuz                                                       | Vochem Hauptstraße / Am Kreuz                                                              | |                                                                    |                                    | 189             |
| weitere Bilder                                                  |                                                                 | Vochem An der Linde 2 / Hauptstraße Karte                                                  | |                                                                    |                                    | 175             |
| weitere Bilder                                                  | Franziskuskreuz                                                 | Vochem Hauptstraße, unterhalb der Brücke Sommersberg Karte                                 | Das Kreuz wurde 1926 von der Familie Forschach errichtet. | 1926                                                               |                                    | 188             |
| weitere Bilder                                                  |                                                                 | Vochem Hauptstraße 26 Karte                                                                | Erbaut als repräsentative Vorstadtvilla, heute Wohn- und Geschäftshaus |                                                                    |                                    | 233             |
| Hochkreuz von 1912                                              | Hochkreuz von 1912                                              | Vochem Hürther Straße / Hauptstraße                                                        | |                                                                    |                                    | 186             |
| weitere Bilder                                                  | Kottenhaus                                                      | Vochem Weilerstraße 25 Karte                                                               | |                                                                    |                                    | 182             |
|                                                                 |                                                                 | Vochem Zum Herrengarten/St. Albert-Straße (Gedenkkreuz, teilweise restauriert)             | Zum Gedenken an die Eheleute Conzen, ehemalige Besitzer des Vochemer Fronhofes |                                                                    |                                    | 198             |
| weitere Bilder                                                  | St. Matthäus                                                    | Vochem Pfarrer-Robert-Grosche-Straße 4 Karte                                               | Architekt: Gerhard Franz Langenberg | 1892–1894                                                          |                                    | 78              |
| Hochkreuz                                                       | Hochkreuz                                                       | Vochem/Fischenich                                                                          | Weilerhof, Prozessionskreuz der Kartäuser |                                                                    |                                    | 223             |
|                                                                 |                                                                 | An Maria Glück 1                                                                           | |                                                                    |                                    | 176             |
| RWE-Berggeist Verwaltung heute RWE-Vertrieb                     | RWE-Berggeist Verwaltung heute RWE-Vertrieb                     | Auguste-Viktoria-Straße 1-19                                                               | Das kurz nach der Übernahme des E-Werks Berggeist durch das RWE vom Brühler Architekten Josef Blied gestaltete repräsentative Verwaltungsgebäude sollte die – vorläufige – Eigenständigkeit des Brühler Werks betonen. Der zweigeschossige fünfachsige Putzbau steht auf annähernd quadratischem Grundriss, der rückwärtige Anbau stammt von 1926 und 1955. Die mittleren drei Achsen werden unter einem Zwerchhaus mit Dreiecksgiebel zusammengefasst, an den Seitenachsen werden die mittleren zwei Achsen risalitartig ein wenig vorgezogen. Das Mansarddach wird durch ein Belvedere mit einer Zierbalustrade bekrönt. Die zweiläufige Freitreppe zum Haupteingang unter einem auf ionischen Säulen getragenen Vordach über dem Sockelgeschoss unter vorkragendem Geschossgesims halten ein Blitz-Emblem, das die Elektrizität symbolisiert. Oberhalb des Eingangs ein Bleiglasfenster mit einer Kraft symbolisierenden Figur, einem Dynamo und dem Leitungsnetz zwischen Brühl und Köln. Die Obergeschosse waren früher dem Direktor und seiner Familie vorbehalten. | 1912 / 1913                                                        |                                    | 147             |
|                                                                 |                                                                 | Kierberg Berrenrather Straße 30                                                            | |                                                                    |                                    | 209             |
|                                                                 |                                                                 | Clemens-August-Straße 51 Karte                                                             | |                                                                    |                                    | 15              |
| Villengarten                                                    | Villengarten                                                    | Comesstraße 39                                                                             | |                                                                    |                                    | 244             |
| Hochkreuz                                                       | Hochkreuz                                                       | Pingsdorf Euskirchener Straße / Badorfer Straße                                            | |                                                                    |                                    | 218             |
| Gastwirtschaft Jägerhof                                         | Gastwirtschaft Jägerhof                                         | Pingsdorf Euskirchener Straße 130 / Wehrbachsweg Karte                                     | |                                                                    | Eintragung gelöscht im Juli 1991   | 196 A           |
|                                                                 |                                                                 | Pingsdorf Euskirchener Straße 73 Karte                                                     | |                                                                    |                                    | 177             |
|                                                                 |                                                                 | Kierberg Kaiserstraße 81 Karte                                                             | |                                                                    |                                    | 29              |
|                                                                 |                                                                 | Kierberg Kaiserstraße 95 Karte                                                             | Erbaut vom Kölner Kaufmann Christian Kleinertz nach eigenem Entwurf anhand eines Modells. Dieser besaß vor dem Krieg mehrere Lebensmittelgeschäfte in Köln (Milch, Eier, Butter, Käse). Daher auch „Eierburg“ genannt. Diente als Wochenendsitz. | 1904/1905                                                          |                                    | 30              |
|                                                                 |                                                                 | Brühl-Nord Kurfürstenstraße 20 Karte                                                       | |                                                                    |                                    | 227             |
| Verwaltungs- und Wohnhaus                                       | Verwaltungs- und Wohnhaus                                       | Brühl-Nord Kurfürstenstraße 58 Karte                                                       | auf Gund eines Brandes (mit Verlust der historischen Ausstattung) aus der Denkmalliste gelöscht |                                                                    | Eintragung gelöscht am 6. Mai 1998 | 228             |
| Luftschutz-Splitterschutzzelle (Ein-Mann-Bunker)                | Luftschutz-Splitterschutzzelle (Ein-Mann-Bunker)                | Brühl-Nord Kurfürstenstraße, gegenüber Haus Nr. 47 Karte                                   | |                                                                    |                                    | 247             |
|                                                                 | Betriebsbahnhofgelände der KBE, Grenzkreuz                      | Nähe der Kölnstraße                                                                        | |                                                                    |                                    | 222             |
| Hagelkreuz                                                      | Hagelkreuz                                                      | Schulstraße                                                                                | |                                                                    |                                    | 187             |
| Wenendahls Mühle                                                | Wenendahls Mühle                                                | Untermühle 20                                                                              | |                                                                    |                                    | 197             |